# タイタニック号に乗船していた動物たち

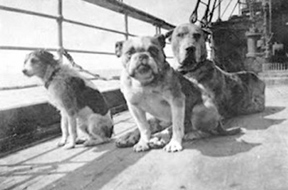
タイタニック号に乗船していた犬たち、右後ろにいる大型犬がおそらくアン・エリザベス・アイシャム所有のグレート・デーン、1912年

本項では、処女航海中に氷山と衝突して1912年4月15日に沈没したタイタニック号に乗船していた動物たちについて記述する。タイタニック号には、犬・猫・鶏・鳥類などが数多く乗船していた。そのうち事故から生還したのは飼い主によって保護されて救命ボートに乗り込むことができた3頭の犬のみで、他の動物たちはタイタニック号とともに行方不明となった。タイタニック号に乗船していた動物たちについてはさまざまなエピソードが語り伝えられ、それらを題材としたフィクション作品も存在する。

## タイタニック号の動物たち
メス猫「ジェニー」と子猫たち
タイタニック号には、「ジェニー」（Jenny）という名のメス猫が船乗り猫として乗り込んでいた。この猫には以前タイタニック号の姉妹船オリンピック号に乗り込んでいたときに、ソレント海峡で巡洋艦ホークとの衝突事故に遭遇したが生き延びた経験があった。タイタニック号がサウサンプトンから処女航海に出航する1週間前、ジェニーは一腹の子猫を出産した。ジェニーと子猫たちは、オリンピック号からタイタニック号の船乗り猫として転属となった。
ジェニーと子猫たちはタイタニック号の調理室に住んで残飯をエサとして与えられ、出没するネズミ退治に能力を発揮した。ジェニーは調理室の皿洗いスタッフを務めるジムという男性に懐いていて、彼のそばに子猫たちを寝かせていた。客室係のヴァイオレット・ジェソップは「ジェニーは常にジムの賛同を求め、そしてジムのほうもつねに温かく献身的な愛情を注いでいました」と後に書いている。ジムと猫たちは、タイタニック号の沈没に巻き込まれて行方不明になった。『タイタニック 百年目の真実』（原題：FAREWELL,TITANIC HER Final LEGACY、2012年）の著者チャールズ・ペレグリーノはヴァイオレットから見たジムの人柄について、「たとえ救命ボートに近づけたとしても、自分のことはそっちのけで、ジェニーと子猫をバスケットに入れて女性か子供にたくし、それが彼の見せた最後のやさしさになったにちがいない」と記述している。 
犬たち
犬たちは、乗客のペットとしてともに乗り込んできた。一等船客の一部はおそらく乗組員の黙認のもとにそれぞれの船室に犬を連れて行ったが、残りのほとんどは船上のF甲板に設置された犬小屋に収容された。船大工のジョン・ハッチンソンは、犬たちの快適な生活に対して責任があった。犬小屋に収容された犬たちは、客室係かベルボーイのうち1人に連れられて船尾楼甲板で毎日運動していた。
小型の愛玩犬に対して、一等船客の1人でアメリカ合衆国の高名な画家フランシス・デーヴィス・ミレー（事故により死亡）は、タイタニック号の最後の停泊地となったアイルランドの港町クイーンズタウンから否定的な感情を込めた手紙を書き送った。
| 「                                                                                                  | 乗客名簿に目を通すと、3人か4人の知人を見つけるだけである。しかし…とても不快で仰々しいアメリカ女性がかなりいて、彼女たちが群がる場所はどこもが悩みの種となる。それらの女性の多くは小さい犬を連れていて、女性の夫たちは従順な子羊のようにそのまわりにつき従っている。 | 」 |
| —Davenport-Hines, Richard (2012). Titanic Lives: Migrants and Millionaires, Conmen and Crew. p.174. | |    |

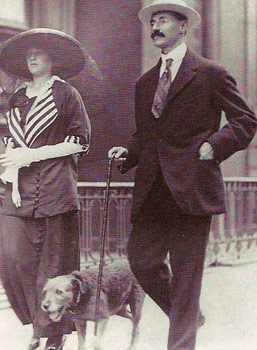
愛犬キティを連れたジョン・ジェイコブ・アスター4世と妻マデリン

犬の飼い主たちは、4月15日の朝にタイタニック号の船上でドッグショーを開催する計画を立てていた。しかし、タイタニック号はその前日の4月14日深夜に氷山と衝突し、ほとんどの犬たちは船とともに北大西洋の海底に沈んでいった。
タイタニック号に乗船していた犬のうち一部については、詳細が記録されている。
- キング・チャールズ・スパニエルとかなり年老いたエアデール・テリア - 一等船客のウィリアム・カーター（救命ボートC号艇で生還）所有[注釈 2][3][4][12]。
- チャウチャウ - 一等船客のハリー・アンダーソン（救命ボート3号艇で生還）所有[3]。
- フレンチ・ブルドッグ - 一等船客のロバート・W・ダニエル（救命ボート3号艇で生還）所有。この犬は「Gamin de Pycombe」という名で、ダニエルはイングランドで150ポンド（2012年時点の価値に換算すると12,575ポンド）という高値で購入した[13]。
- エアデール・テリア - この犬の名は「キティ」（Kitty）といい、一等船客のジョン・ジェイコブ・アスター4世（事故により死亡、妻は救命ボート4号艇で生還）が所有していた[注釈 3][13][14]。
- ポメラニアン - 一等船客のマーガレット・ヘイズ（en:Margaret Bechstein Hays、救命ボート7号艇で生還）所有[注釈 4][4][15]。名前は「レディ」（Lady）といい、マーガレットはおそらく人目を忍んでこの犬を船室内で飼っていた[16][17]。
- ポメラニアン - 一等船客のエリザベス・ロスチャイルド（救命ボート6号艇で生還）所有の犬。この犬も船室内で飼われていた[4][18]。
- ペキニーズ - 一等船客のヘンリー・スリーパー・ハーパー（en:Henry S. Harper、救命ボート3号艇で生還）所有。名を「孫逸仙」（Sun Yat Sen）といい、中国の革命家孫文にちなんで命名された[注釈 5][4][13][19]。
- フラウ＝フラウ（Frou-FrouまたはFreu Freu）という名の愛玩犬 - 一等船客のヘレン・ビショップ（救命ボート7号艇で生還）所有。フラウ＝フラウは犬小屋で大型犬の中で過ごさせるには「あまりにも可愛らしい」と客室係が思ったため、船室内に滞在することを許可された[20][21]。

タイタニック号にはさらに多くの犬が乗り込んでいたと推定されているが、その犬たち（及びその所有者）は事故の犠牲となって詳細も不明である。その点では、ワシントン出身の猟犬取引人クラレンス・ムーア（事故により死亡）が購入した100頭のイングリッシュ・フォックスハウンドは幸運であった。ムーアはワシントンでキツネ狩りを始めるために犬たちを購入してタイタニック号で運搬する予定であったが、土壇場で計画は変更されて犬たちは別の船に乗船していたため事故の犠牲とならずに済んでいる。
その他の動物たち
タイタニック号には犬や猫と同様に、多数の鳥が乗船していた。ニューヨーク出身の一等船客エラ・ホームズ・ホワイト（救命ボート8号艇で生還）という女性は、雄鶏と雌鶏を合計4羽連れていた。エラ・ホームズ・ホワイト所有の鶏たちは、F甲板の犬小屋もしくはその近くで飼われていた。エラ・ホームズ・ホワイトは品種改良に取り組むために、この鶏たちをフランスから輸入していた。もう1人の女性も、30羽の雄鶏を連れて乗り込んでいたという。二等船客のエリザベス・ラメール・ナイ（救命ボート11号艇で生還）は、カナリアを1羽連れていた。
タイタニック号の最初の寄港地シェルブールで、この港で下船する乗客とともに犬2頭、カナリア1羽が船を降りた。動物たちは、それぞれの飼い主が各自の乗船切符代を支払った上でタイタニック号に乗っていた。シェルブールで下船したカナリアさえも、その飼い主が25セントの切符代を支払っていた。
当時の他の多くの船と同様に、タイタニック号にも多数のネズミが生息していた。事故前の夕方に、ネズミのうち1匹が三等船客の食堂を横切って駆け回っているのが見られた。このとき人々はダンスパーティを開いていて、その最中にネズミが騒ぎを起こしたのだった。ネズミを捕えようとした男性が失敗して取り逃がすのを見た女性のうち、数人が急に泣き出してしまった。

## 動物たちの運命
タイタニック号に乗船していた動物のうち、ごく少数の犬だけがこの事故を乗り越えて生還した。生き残った3頭の犬はいずれも小型犬で、飼い主によって保護されて救命ボートに乗り込むことができた。
マーガレット・ヘイズは愛犬のレディを毛布の中に包み込んでともに救命ボート7号艇で脱出に成功し、この犬は1919年（一説には1921年）まで生き永らえた。カルパチア号の船内では、レディは幼いナヴラティル兄弟のよい遊び相手となった。ヘンリー・スリーパー・ハーパー夫妻と夫妻がカイロで雇用したエジプト人男性の通訳は、孫逸仙を連れて救命ボート3号艇に乗り込んだ。
エリザベス・ロスチャイルドのポメラニアンも、飼い主とともに救命ボート6号艇に乗り込んだ。カルパチア号が救命ボートから乗客たちを救助したとき、最初はこの犬も一緒に連れて行くことを拒否された。エリザベスは犬が一緒でなければ救命ボートから降りないと主張したため、カルパチア号の乗員は折れて犬の同行を許可した。
ただし、エリザベスが犬とともに生還したことは、彼女の夫マーチン・ロスチャイルドがタイタニック号と運命を共にしたという事実のために公表されなかった。この犬のたどった運命については、謎が残っていた。エリザベスの子孫は、他の犬と争いになって殺されたと主張していた。1995年のArgetsingerとエリソンの記録によれば、犬はニューヨークへ到着した後、ドックの混乱の中で馬車に轢かれて死んだという。
ヘレン・ビショップは船室内でフラウ＝フラウを見捨てざるを得ず、その事実は彼女の残りの人生に大きな悲しみと苦悩を残した。彼女と夫のディッキンソン・ビショップは新婚旅行中で、タイタニック号での旅はその最後を飾る素晴らしい思い出になるはずで、しかもヘレンは妊娠中の身であった。フラウ＝フラウはヘレンを行かせまいとして、その歯で縫い目が裂けるほどに彼女のドレスにしがみついた。のちにヘレンは、フラウ＝フラウを失った悲しみについて証言している。「私は子犬を失い、とても傷つきました。私はフラウ＝フラウがどのように私の服を引っ張ったか、決して忘れません。あの子は私と一緒にいたかったのです」。
タイタニック号が沈没に至るまでのわずかな段階において、犬小屋に繋がれていた犬たちは鎖から放たれた。沈みゆく船の上では、傾斜を増しつつある甲板を走り回っている犬たちの姿が目撃された。ロバート・W・ダニエル所有のフレンチ・ブルドッグは泳いでいる姿を目撃されたが、結局行方不明となった。
事故の数日後に沈没現場近くを数隻の船が通りかかり、無線通信によってタイタニック号の乗員乗客の遺体が漂流している位置を報告し、その情報はケーブル敷設船マッケイ＝ベネット号（en:CS Mackay-Bennett）による遺体収容作業に役立った。客船ブレーメン号は、北緯42度00分、西経49度20分の海上に約100名の遺体が漂流していることを報告した。ブレーメン号の乗客ジョアンナ・スタンク夫人は、ニューヨーク到着後に自分の目撃した悲痛な情景について、次のような証言を残している。

「私たちは、赤ん坊をしっかりと胸に抱いた寝間着姿の女性の遺体を見ました。そしてそのそばには、ふさふさした毛の犬を抱き締めた別の女性が漂っていました…（後略）」

なお、事故の犠牲となった動物たちにも補償金が支払われた。ウィリアム・カーターの娘ルーシーは、キング・チャールズ・スパニエルの補償金として100ドル、息子のビリーはエアデールテリアの補償金として200ドルをロンドンのロイド社からそれぞれ受け取った。ロバート・W・ダニエルは純血種のブルドッグの損失として750ドルを、エラ・ホームズ・ホワイトは鶏の補償金として207.87ドルをそれぞれ要求した。ハリー・アンダーソンは、チャウチャウの補償金として50ドルを見積もった。

## エピソードとフィクション

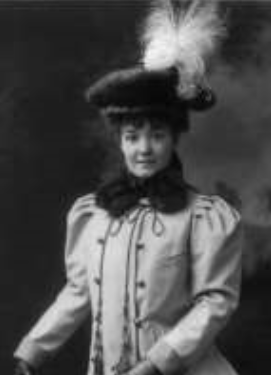
アン・エリザベス・アイシャム（1912年以前）

タイタニック号に乗船していた動物たちについては、さまざまなエピソードが語り伝えられている。その中でもよく知られているのは、1等船客の女性が自分の愛犬を見捨てることを拒否してタイタニック号に残り、自ら死を選んだというものである。
TIME.comの特集記事（2012年4月11日付）やEncyclopedia Titanicaなど複数の情報源によれば、この女性はシカゴ出身のアン・エリザベス・アイシャム（事故当時50歳）とされる。アンは愛犬（おそらくグレート・デーン種の大型犬）とともにタイタニック号に乗船した。タイタニック号が氷山に衝突して沈没の危機が迫る中、アンの愛犬は大型犬だったため救命ボートに乗ることができず、犬小屋に戻された。愛犬が救命ボートに乗れなかったことを知ったアンは、自らボートを降りて船に戻った。アンと愛犬は、タイタニック号とともに海に沈んだ。
アンはタイタニック号に乗船していた1等船客の女性たちの中で、死亡した4人（ベッシー・アリソンの娘ロレーヌを加えると5人）のうちの1人となった。なお、ジョアンナ・スタンク夫人が目撃した「ふさふさした毛の犬を抱き締めた別の女性」がアンであると推定する意見が存在する。ただし、アンの遺体については「収容された」とする情報源と「行方不明」とする情報源の双方がある。
ノンフィクション作家の関朝之は、アンと愛犬のエピソードなどをもとに童話『タイタニックの犬ラブ 氷の海に沈んだ夫人と愛犬の物語』（2001年）を書き上げた。この童話はタイタニック号に乗船していた唯一の日本人乗客細野正文の曾孫（実在の女性）をストーリーテラーとして登場させ、幼い日の彼女が近所の老婦人から聞いたエピソードを成人になってから回想する形式をとっている。ただし、作中に出てくる愛犬とともに海に消えた女性は、「アントワール・ニコラシカ」という架空の人物に置き換えられている。